# 波尔韦拉拉
波尔韦拉拉（義大利語：Polverara），是意大利威尼托大区帕多瓦省的一个市镇。总面积9.85平方公里，人口3002人，人口密度304.8人/平方公里（2009年）。国家统计（ISTAT）代码为028066。